# Mírov
Mírov (in tedesco Mürau) è un comune della Repubblica Ceca facente parte del distretto di Šumperk, nella regione di Olomouc.